# Hanns Blaschke
Hanns Blaschke, auch Johann Blaschke (* 1. April 1896 in Wien; † 25. Oktober 1971 in Salzburg), war ein österreichischer Patentanwalt und Politiker der NSDAP. Er war von 1943 bis 1945 Bürgermeister der Stadt Wien sowie SS-Brigadeführer.

## Biographie
Hanns Blaschke war der Sohn eines Steuerbeamten. Er absolvierte seine Schullaufbahn an der Volksschule und dem Gymnasium. Er begann 1914 an der Technischen Hochschule Wien ein Studium der Elektrotechnik, das er nach Ausbruch des Ersten Weltkrieges unterbrach. Als Soldat der k.u.k. Armee nahm er durchgehend am Ersten Weltkrieg teil und wurde mehrfach ausgezeichnet als Leutnant der Reserve aus der Armee entlassen. Danach nahm er sein Studium wieder auf, das er 1922 abschloss.
Ab 1926 war er als niedergelassener Patentanwalt tätig. Bereits zum 16. November 1931 trat er der österreichischen NSDAP bei (Mitgliedsnummer 614.686). Nach seiner Beteiligung am Juliputsch 1934 wurde er zu lebenslangem Kerker verurteilt, doch nach zwei Jahren (aufgrund der Bestimmungen des Juliabkommens) wieder begnadigt. 1938 nahm er am Sturm auf das Gebäude der Vaterländischen Front am Platz am Hof teil. Nach dem Anschluss Österreichs trat er zum 12. März 1938 der SS bei (SS-Nummer 292.790). Er wurde Beigeordneter und Ratsherr in Wien sowie Leiter der Betreuungsstelle für Alte Kämpfer des „Gaues Wien“. Zunächst als dritter, dann als erster Vizebürgermeister war er für das Kulturamt verantwortlich. Am 30. Dezember 1943 übernahm er schließlich das Amt des Bürgermeisters von Wien von Philipp Wilhelm Jung, das er bis zum 6. April 1945 behielt. Im April 1944 wurde er zum SS-Brigadeführer befördert.
1948 wurde Blaschke in Wien wegen Hochverrats zu sechs Jahren Haft und Vermögensentzug verurteilt. Er verlor die Staatsbürgerschaft und ihm wurden sämtliche akademische Titel aberkannt. Dieses Urteil wurde jedoch auf sein Betreiben im März 1958 aufgehoben.
Blaschkes Tochter, Gerti Barna, war Schauspielerin am Deutschen Volkstheater in Wien.